# Reinhard Donga
Reinhard Donga (* 1952) ist ein deutscher Drehbuchautor und Regisseur.

## Leben
Reinhard Donga wurde 1952 geboren.
1984 führte Donga bei dem Fernsehfilm Rambo Zambo erstmals Regie und schrieb das Drehbuch.

## Filmografie

### Drehbuch
- 1984: Rambo Zambo (Fernsehfilm)
- 1984: Wenn die Musik aus ist, dann ist auch die Liebe aus (Fernsehfilm)
- 1985: Polizeiinspektion 1 (Fernsehserie, 3 Folgen)
- 1987: Das Hintertürl zum Paradies (Fernsehfilm)
- 1993: Tschau Tscharlie (Fernsehfilm)
- 1997: Solo für Sudmann (Fernsehserie, 12 Folgen)
- 1997: Faust (Fernsehserie, Folge 4x06)
- 2000–2009: Ein Fall für zwei (Fernsehserie, 11 Folgen)
- 2002–2005: Die Rosenheim-Cops (Fernsehserie, 10 Folgen)

### Regie
- 1984: Rambo Zambo
- 1984: Wenn die Musik aus ist, dann ist auch die Liebe aus
- 1987: Das Hintertürl zum Paradies